# Babakan (Babakan)
Babakan is een bestuurslaag in het regentschap Cirebon van de provincie West-Java, Indonesië. Babakan telt 4154 inwoners (volkstelling 2010).